# Schlehdorf
Schlehdorf es un municipio alemán (Gemeinde) en el distrito Bad Tölz-Wolfratshausen de la Alta Baviera, en el Estado Federal de Baviera. Su núcleo principal, que da nombre al municipio, se encuentra a unos 60 km al sur de Múnich, en la orilla noroccidental del lago Kochel.
Schlehdorf alberga un convento de la Orden Tercera Dominica: las Hermanas Misioneras Dominicas, el Monasterio de Schlehdorf, origen de la localidad, que en 2013 celebró el 1250 aniversario de su fundación. 
El municipio de Schlehdorf forma parte de la mancomunidad administrativa de Kochel am See.

## Geografía
El municipio de Schlehdorf limita, siguiendo el sentido de las agujas del reloj, al norte con el municipio de Großweil, del distrito de Garmisch-Partenkirchen, y con Benediktbeuern, municipio de su mismo distrito, al este y al sur con el municipio de Kochel am See, con el que comparte la superficie del lago Kochel, la cota más baja del territorio de Schlehdorf (598,8 m s. n. m.), y por último, al oeste limita con el municipio de Ohlstadt, también del distrito de Garmisch-Partenkirchen.

### Orografía e hidrografía

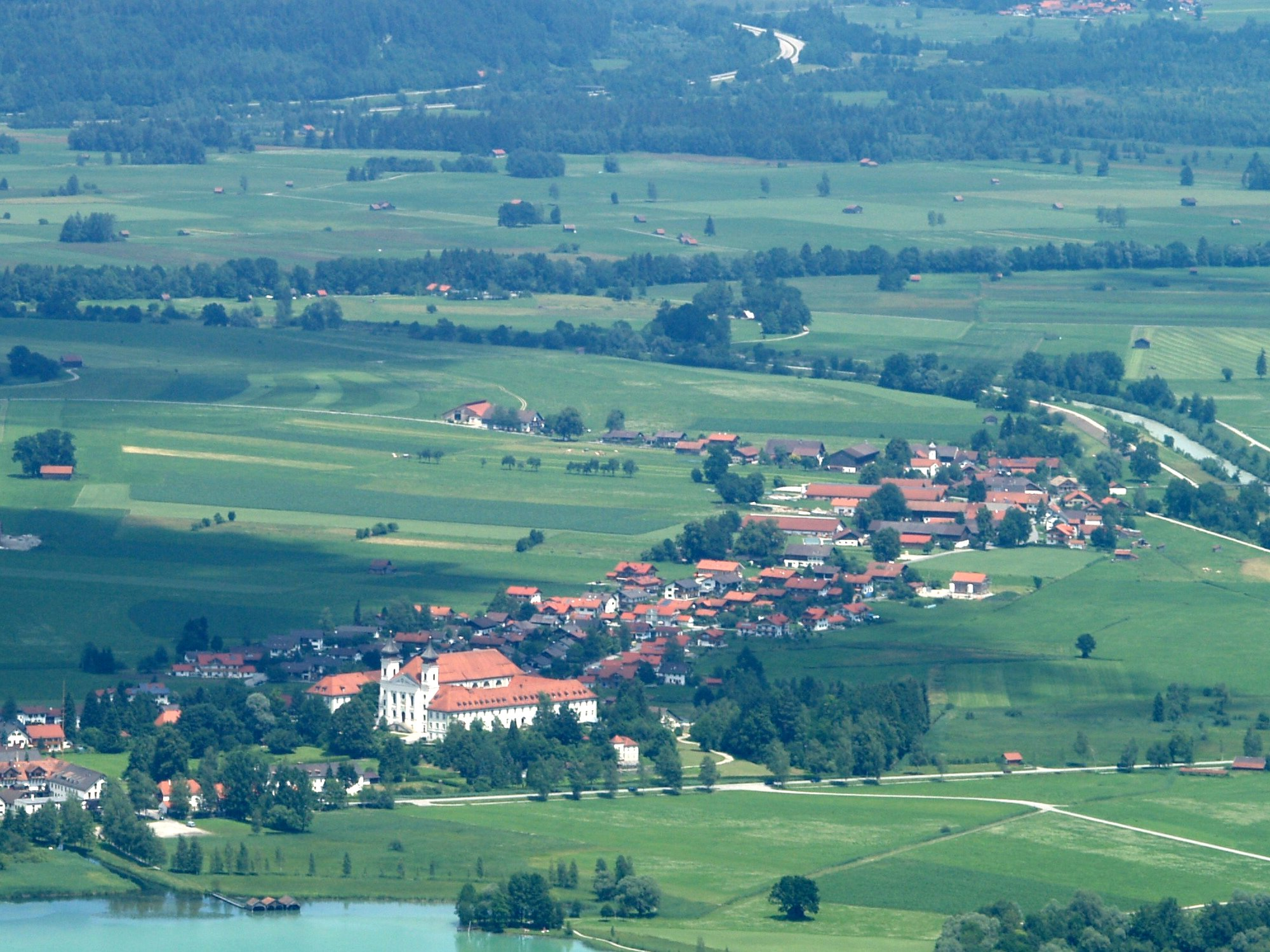
Vista de Schlehdorf, con el lago Kochel en primer plano, Unterau al fondo, junto al río Loisach.

El territorio del municipio tiene sus alturas máximas al sur, en su límite con Kochel am See: entre el pico Heimgarten (1.791 m s. n. m.) y el Herzogstand (1.732 m s. n. m.), disminuyendo hacia el norte (Hirchberg con 935 m, Bromberg, y en las proximidades del núcleo de Schlehdorf, Kreutzbichl o Colina del Calvario, de 644 m) y se inclina hacia el noreste, hacia el lago Kochel, a donde van a parar los arroyos (bach), cárcavas (graben) y barrancos (lainen) que nacen en esas alturas: Kohllaine, Kohlgraben, Haselrieslaine, Jochbach... Al norte del municipio se encuentra la llanura aluvial del río Loisach, que viniendo del norte desemboca en el lago Kochel, al este del núcleo de Schlehdorf. Al este de la desembocadura del Loisach, junto al lago Kochel y desaguando en él, se encuentra el pequeño Silbersee (lago de plata) de unos 6.660 metros cuadrados de superficie, que se alimenta de las aguas filtradas al terreno aguas arriba del Loisach. Al norte del municipio, junto a su límite con Großweil, se encuentra el lago de las carpas (Karpfsee), de unas 6,4 hectáreas de superficie de lámina de agua, a una cota de 603 m s. n. m., alimentado por barrancos (Angergraben, Breitenlaichgraben...) que fluyen, fundamentalmente, de este a oeste y de sur a norte del Karpfsee.

### Comunicaciones
El municipio está recorrido en su parte norte por la carretera estatal bávara St2062, que conecta los núcleos de Großweil, Schlehdorf y Kochel am See.  

### Entidades locales menores
El municipio contiene, además del núcleo de Schlehdorf, el pueblo de Unterau (al norte del núcleo, junto al río Loisach) y los lugares de Raut (al sur de Schlehdorf, junto a la orilla del lago Kochel) y Kreut (al oeste del núcleo).

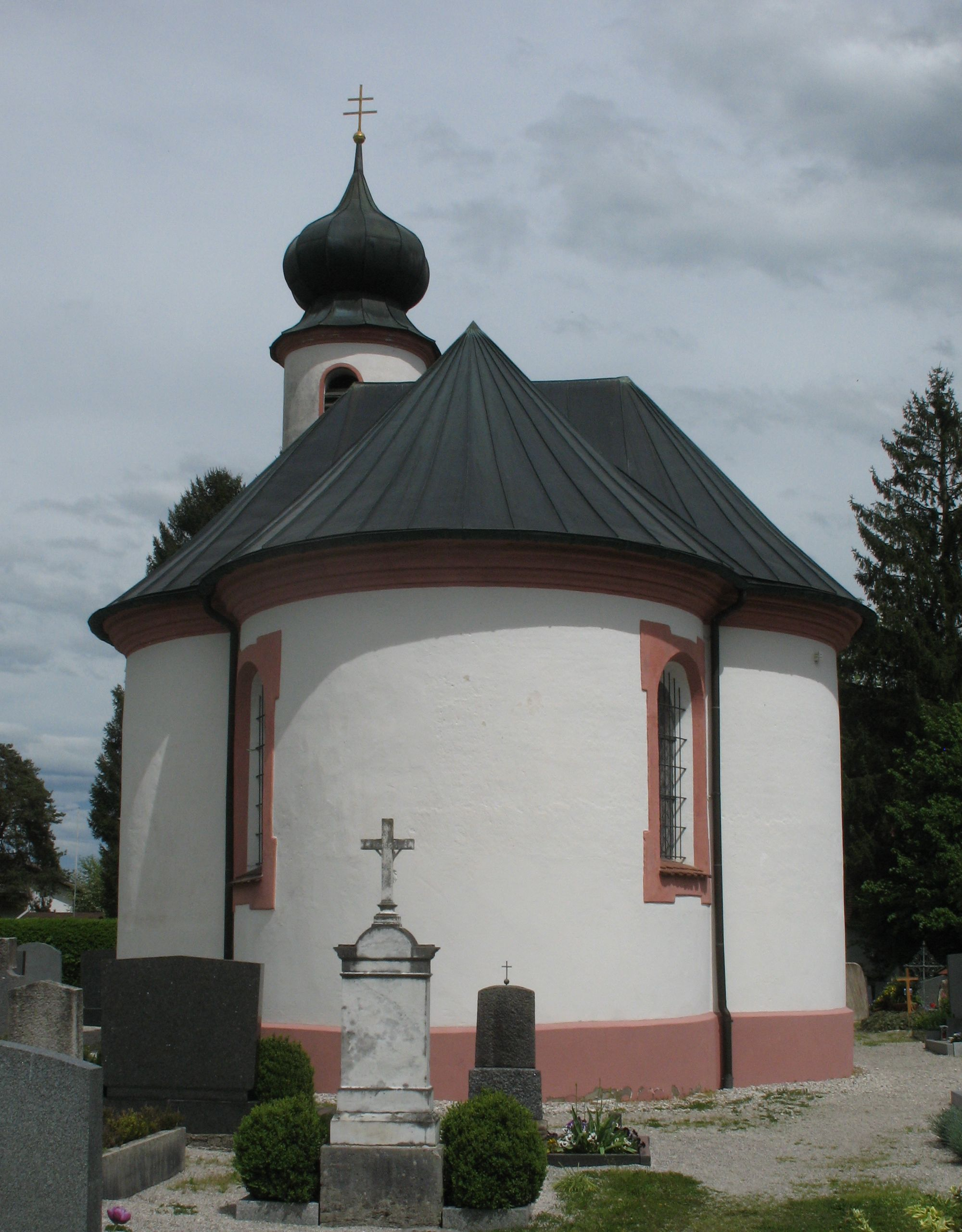
Capilla católica de la Santa Cruz, en el cementerio de Schlehdorf.

## Historia
La primera mención de Schlehdorf se sitúa en el documento fundacional del monasterio de Schlehdorf-Scharnitz, que data del año 763. Este monasterio se encontraba al sru del lago Kochel, y fue destruido por los magiares en el año 907. Un segundo monasterio fue construido al sur de lo que es hoy el núcleo de Schlehdorf, y se quemó en el año 1784, casi por completo. 
El actual es el tercer monasterio, que fue construido en estilo barroco entre 1750 y 1780 al noreste del pueblo, sobre la colina llamada Kirchbichl, para protegerlo de las inundaciones del río Loisach. Es la abadía central de la Orden Tercera Dominica: Hermanas Misioneras Dominicas, que ocuparon el lugar desde 1904 para dedicarse a las obras de misión en la ciudad surafricana de King William's Town. 
El lugar pertenecía al obispado de Frisinga, y desde 1597 hasta la secularización en Baviera formaba parte del partido judicial (Hofmark) junto con los pueblos de Ohlstadt y Sindelsdorf, con sede en el Monasterio de Schlehdorf. En 1818 Schlehdorf, con las reformas administrativas del Reino de Baviera, se convirtió en un municipio independiente.

## Política

### Concejo
Después de las últimas elecciones municipales del 2 de marzo de 2008, el consejo municipal cuenta con doce miembros más el alcalde. La participación fue del 67,4%. El resultado de las elecciones fue el siguiente: 
1. Grupo de Electores Libres "Loisach", 6 escaños (53,9%)
2. Electores libres de Schlehdorf-Unterau, 6 escaños (46,1%)

### Escudo de armas
El escudo de armas del municipio de Schlehdorf se divide en tres partes o cuarteles. El cuartel derecho (situado a la izquierda del observador) y el cuartel izquierdo se corresponden con el escudo de armas de la desaparecida abadía de canónigos regulares de san Agustín del Monasterio de Schlehdorf, y son, sobre plata, una hacha azur y una cruz de gules, respectivamente. La flor de plata del endrino, sobre azur, en el cuartel de punta del escudo de armas, es el arma parlante que se corresponde, casi, con el nombre de la comunidad (endrino es Schlehdorn en alemán).